# Sialis concava
Sialis concava  (лат.) — вид насекомых семейства Sialidae (вислокрылки), принадлежащих к отряду большекрылых. Впервые описан в 1897 году английским биологом Джозефом Банксом. Sialis concava встречаются в Северной Америке, преимущественно на юге Канады и северо-востоке США.
1. ↑  Sialis concava Banks, 1897 — Encyclopedia of Life
2. ↑  LDL: Species Catalogue. Дата обращения: 31 июля 2011. Архивировано 6 августа 2011 года.